# 어메이징 모리스
어메이징 모리스(The Amazing Maurice)는 미국에서 제작된 토비 젠켈 감독의 2022년 애니메이션, 판타지, 모험 영화이다. 휴 로리 등이 주연으로 출연하였다.

## 출연

### 주연
- 휴 로리 : 모리스 목소리 역

### 조연
- 에밀리아 클라크 : 말리시아 목소리 역
- 데이빗 듈리스 : 보스 맨 목소리 역
- 히메쉬 파텔 : 키스 목소리 역
- 젬마 아터튼 : 복숭아 목소리 역
- 조 서그 : 사딘즈 목소리 역
- 아리욘 바카레
- 줄리 애서튼
- 롭 브라이든
- 휴 보네빌
- 데이비드 테넌트

## 한국어 더빙
- 정재헌
- 박지윤
- 오인성
- 김현욱
- 장미